# Perdido en el espacio
Perdido en el espacio es el segundo álbum de estudio como solista del músico español David Summers, publicado en 1997.

## Lista de canciones
| Perdido en el espacio (1997) |                              |          |  |
| N.º                          | Título                       | Duración |  |
| 1.                           | «La luna es mía»             | 4:07     |  |
| 2.                           | «Si sí, o si no»             | 3:54     |  |
| 3.                           | «Todo va a cambiar»          | 4:20     |  |
| 4.                           | «Pan de oro»                 | 4:22     |  |
| 5.                           | «Al lado del mar»            | 4:52     |  |
| 6.                           | «Perdido en el espacio»      | 5:37     |  |
| 7.                           | «No sé que mide el infinito» | 4:42     |  |
| 8.                           | «Las murallas de Jericó»     | 5:21     |  |
| 9.                           | «Una palabra tuya»           | 3:56     |  |
| 10.                          | «La lluvia entre nosotros»   | 5:37     |  |